# Euphorbia gaillardotii
Euphorbia gaillardotii är en törelväxtart som beskrevs av Pierre Edmond Boissier och Emanuel Blanche. Euphorbia gaillardotii ingår i släktet törlar, och familjen törelväxter. Inga underarter finns listade i Catalogue of Life.